# Obchodní akademie Dolný Kubín
Obchodní akademie Dolný Kubín je střední odborná škola zaměřená na výuku odborných ekonomických předmětů. Je nástupcem Střední ekonomické školy v Dolním Kubíně.

## Historie
V září roku 1968 byla založena Střední ekonomická škola v Dolním Kubíně, navazující na zdejší dlouholeté tradice obchodního školství. Škola měla dva studijní obory:
1. Všeobecná ekonomika
2. Hospodářská administrativa
Prvním ředitelem školy byl Ing. Albert Klein, dosud zástupce ředitele Střední průmyslové školy elektrotechnické v Liptovském Hrádku. Pod jeho vedením škola postupně překonávala materiálně personální potíže, organizačně se upevnila a dokázala vyřešit nejen různé počáteční problémy, ale také dobře plnit vzdělávací úkoly. Škola se rozrůstala, přibývalo absolventů, dostavili se první úspěchy. V roce 1977 vystřídal prvního ředitele školy Jozef Majerník. V roce 1991 se ředitelem školy stal PaedDr. Ľubomír Bláha.
Střední ekonomická škola si získala dobré jméno, zapsala se do povědomí obyvatel Dolného Kubína, Oravy, Liptova i dalších oblastí.
Střední ekonomická škola v roce 1992 dostala nový název Obchodní akademie Dolný Kubín. Rozmach školy znamenal i zvýšení počtu žáků a učitelů. Škola získala vlastní budovu, k ní byla přistavěna další budova s odbornými učebnami, výpočetní laboratoří a knihovnou, později tělocvična vybavená saunou a posilovnou.
V roce 1999 se ředitelkou školy stala PhDr. Magdaléna Baričiaková, od roku 2005 do roku 2009 byl ředitelem školy Ing. Karol Kmoško. V lednu 2010 se stal ředitelem školy PaedDr. Ľubomír Bláha.